# Nikolái Yevménov
Nikolái Anatólievich Yevménov (en ruso: Николай Анатольевич Евменов) (nacido el 2 de abril de 1962) es un almirante ruso que actualmente se desempeña como comandante en jefe de la Armada rusa.

## Biografía
Yevménov nació el 2 de abril de 1962 en Moscú. Estudió en la Escuela Superior Naval de Navegación Submarina entre 1982 y 1987, luego de lo cual fue nombrado comandante del departamento de navegación electrónica de la unidad de navegación (BCh-1) de un submarino nuclear de la Flota del Pacífico de 1987 a 1991.
Entre 1995 y 1997 estudió en la Academia Naval N. G. Kuznetsov. Entre 1997 y 1999 estuvo al mando de submarinos lanzamisiles balísticos en la Flota del Pacífico. Entre 1999 y 2006 fue jefe de personal, subcomandante y posteriormente comandante de la 25.ª división de submarinos de la Flota del Pacífico, habiendo estudiado en la Academia Militar del Estado Mayor General de las Fuerzas Armadas de Rusia entre 2001 y 2003. En 2012, Yevménov fue nombrado subcomandante de la Flota del Norte, convirtiéndose en comandante en 2016 y siendo ascendido a almirante en 2017.
Yevménov fue nombrado comandante en jefe de la Armada rusa el 3 de mayo de 2019 sucediendo al almirante Vladímir Koroliov. En noviembre, Yevménov visitó Japón. Durante su reunión con Hiroshi Yamamura, el Jefe de Estado Mayor de la Fuerza de Autodefensa Marítima de Japón, a Yevménov se le tomó una foto contra el fondo de un retrato de Tōgō Heihachirō, el Comandante en Jefe japonés de la Flota Combinada que derrotó a la flota rusa en la batalla de Tsushima, durante la guerra ruso-japonesa. Este hecho fue motivo de controversia.

### Sanciones
En febrero de 2022, Yevménov fue incluido en la lista de sanciones de la Unión Europea por ser "responsable de apoyar e implementar activamente acciones y políticas que socavan y amenazan la integridad territorial, la soberanía y la independencia de Ucrania, así como la estabilidad o seguridad en Ucrania".

## Premios
- Orden de Alejandro Nevski (2016)[1]
- Orden del Mérito Militar (2016)[1]
- Orden del Mérito Naval (2016)[1]